# Olev Sau
Olev Sau (* 10. August 1929 in Kaunispe, Landgemeinde Torgu, Insel Saaremaa, Estland; † 20. September 2015) war ein estnischer Komponist.

## Leben
Olev Sau schloss 1960 sein Studium im Fach Chorleitung bei Jüri Variste und 1967 im Fach Komposition bei Heino Eller am Staatlichen Tallinner Konservatorium ab. Von 1951 bis 1961 war Olev Sau Sänger im renommierten Staatlichen Akademischen Männerchor der Estnischen SSR (estnisch ENSV Riiklik Akadeemiline Meeskoor). Ab 1961 war er als Musikpädagoge, Chorleiter und Komponist tätig.

## Kompositorisches Werk (Auswahl)
- Koolipäev (Kantate, 1967)
- Tuuled (Kantate für gemischten Chor und Sinfonieorchester, 1968)
- Requiem (1975)
- Tagasituleku tee für Frauenchor und Kammerorchester (1976)
- Sonate für Waldhorn (1977)
- Prelüüd ja fuuga für Orgel (1978)
- Alistamatus (Oratorium, 1984)

Daneben schrieb Olev Sau zahlreiche weitere Chorwerke, Liederzyklen, Kammermusik und Werke für Orgel.